# Levier
Levier je naselje in občina v francoskem departmaju Doubs regije Franche-Comté. Leta 2012 je naselje imelo 2.021 prebivalcev.

## Geografija
Kraj leži v pokrajini Franche-Comté 45 km južno od Besançona.

## Uprava
Levier je sedež istoimenskega kantona, v katerega so poleg njegove vključene še občine Arc-sous-Montenot, Bians-les-Usiers, Boujailles, Bulle, Chapelle-d'Huin, Courvières, Dompierre-les-Tilleuls, Évillers, Frasne, Goux-les-Usiers, Septfontaines, Sombacour, Villeneuve-d'Amont in Villers-sous-Chalamont z 9.079 prebivalci.
Kanton Levier je sestavni del okrožja Pontarlier.